# Sarah Brightman
Sarah Brightman (Berkhamsted, 14 agosto 1960) è un soprano e attrice britannica.
Nonostante possieda un'impostazione vocale improntata sul canto lirico (è un soprano leggero), esegue un repertorio di genere pop, crossover classico, techno, lirico, new Age, symphonic rock e pop rock.
È spesso accreditata come creatrice del genere "crossover classico" e rimane tra i più prolifici artisti di questo genere, con vendite mondiali pari a 30 milioni di album e 2 milioni di DVD, venendo etichettata da Billboard come il "soprano con il maggior numero di vendite di tutti i tempi".

## Biografia
Originaria dello Hertfordshire, prima di sei figli, manifesta, fin da bambina, un forte interesse per il mondo dello spettacolo iniziando a prendere lezioni di danza classica e dimostrandosi subito un'allieva eccellente.
Nel 1976, all'età di sedici anni, entra nel gruppo di danza Pan's People e, successivamente, prende parte a Hot Gossip, uno spettacolo musicale trasmesso regolarmente dal programma The Kenny Everett Video Show. Nel 1978 il gruppo porta nelle classifiche musicali una hit disco, I Lost My Heart to a Starship Trooper, grazie alla quale scopre la propria vocazione di cantante. Negli anni seguenti inizia ad incidere singoli che, tuttavia, non riscuotono grande successo di pubblico.

### Il successo nei musical
Nel 1981 si presenta ad un provino per il musical Cats, novità del periodo, ottenendo il ruolo di Jemima. In questo contesto conosce il suo futuro marito, il compositore Andrew Lloyd Webber.
Nel 1984 Webber ottiene il divorzio dalla prima moglie per sposare la Brightman, che diventa così la star di acclamati musical fra cui Aspects of Love e The Phantom of the Opera, interpretando il ruolo della protagonista, Christine Daaè, parte che si dice essere stata scritta appositamente per lei. Porta al successo numerosi brani di questo musical, tra cui Think of Me, All I Ask of You e The Phantom of the Opera, pezzo reinterpretato da numerosi altri artisti nel futuro. Nel 1989 interpreta la canzone Make Believe per il cartone animato Granpa.

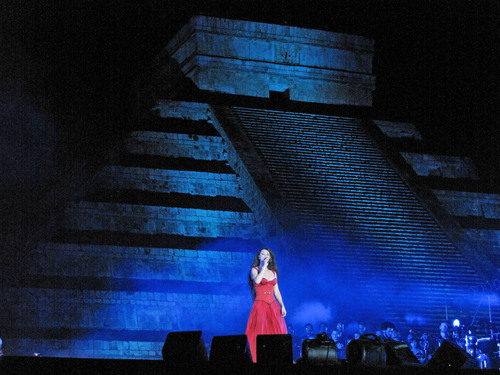
Sarah Brightman a Chichén Itzá in Messico.

### La collaborazione con Frank Peterson
Nel 1990 Brightman e Lloyd Webber divorziano, pur restando in amicizia e, nel 1991, Sarah conosce colui che sarebbe diventato il suo produttore e compagno di vita, Frank Peterson e con il suo aiuto diventa una star internazionale. Collaborano, per la prima volta, con una casa discografica importante come (la A&M Records) per l'album Dive nel (1993), un lavoro concettuale incentrato sul tema del mare, contenente la hit Captain Nemo.
Nel 1992 duetta con José Carreras nella canzone Amigos para siempre per i Giochi della XXV Olimpiade di Barcellona.
Nel 1995, con l'album pop/rock Fly, raggiunge la celebrità anche nel panorama europeo, merito anche della hit A Question of Honour. La canzone, presentata all'incontro del Campionato Mondiale di Boxe nel quale si sfidarono il tedesco Henry Maske e Graciano Rocchigiani, è un brano che mescola elementi di musica dance, rock e classica, ne è testimone il fatto che sia presente un sample tratto da La Wally).
Time to Say Goodbye, conosciuta in Italia come Con te partirò, è il secondo singolo estratto da Fly, anch'esso cantato ad un incontro di Boxe nel quale gareggiava Maske. Il duetto con il tenore Andrea Bocelli vende più di quattro milioni di copie solo in Germania, diventando così il singolo più venduto di tutti i tempi in tale nazione, ed ebbe vastissimo successo anche in altri paesi tranne in Italia, dove maggiore popolarità investe la versione da solista di Andrea Bocelli.
Nel 1997 l'album Timeless, oltre a contenere Time to Say Goodbye, presenta anche cover di altro genere trasformate in classici lirici, come Just Show Me How to Love You cantata in coppia con José Cura e originariamente interpretata da Dario Baldan Bembo con il titolo di Tu cosa fai stasera?, Who Wants to Live Forever dei Queen e Tu Quieres Volver dei Gipsy Kings. Nell'album è presente un secondo duetto con Cura dal titolo There for Me, cover di un brano del 1978 dei La Bionda, successivamente eseguita con Josh Groban nel video del concerto La Luna.

### Rinnovamento
Grazie alle sue capacità di fondere lo stile pop con la voce e la disciplina lirica, Peterson decide di promuovere la cantante e trovare per lei un genere innovativo, ispirandosi agli Enigma, con i quali iniziò la carriera di manager. Con un nuovo mix di classica, pop ed elettronica escono i suoi album tuttora più venduti e famosi, Eden del 1998, La Luna nel 2000 e Harem del 2003. Questi album rappresentano una nuova incarnazione dell'artista e danno vita a tour di dimensioni gigantesche con coreografie epiche e maestosi costumi, che tendono a rivendicare le origini teatrali della Brightman.
Nel 2002 duetta con Eric Adams, cantante dei Manowar, in Where Eagles Fly, singolo mai pubblicato ufficialmente.

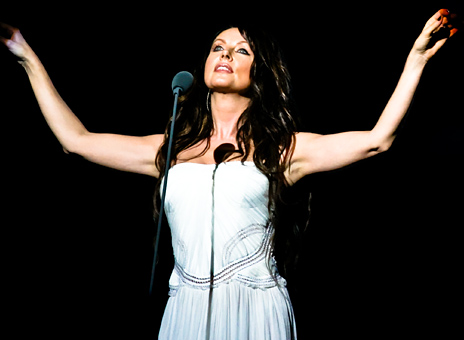
Sarah Brightman durante il Live Earth in Cina.

### Il ritorno nel 2008
Agli inizi del 2008, a distanza di cinque anni dal precedente lavoro, esce Symphony, il nuovo album che, oltre alla ormai consolidata unione di più generi musicali, aggiunge sonorità gotiche rappresentate dalla canzone Fleurs du Mal. Questo album include quattro duetti: con Andrea Bocelli, il tenore Alessandro Safina, il controtenore Fernando Lima e Paul Stanley dei Kiss. Nel novembre dello stesso anno parte in Messico il tour chiamato Symphony World Tour.
Nel 2008 prende parte alla cerimonia di apertura dei Giochi della XXIX Olimpiade di Pechino cantando, con la popstar cinese Liu Huan, la canzone You and Me, che diventa l'inno dei Giochi olimpici di quell'anno.
A fine novembre 2008, in America, è uscito il film Repo! The Genetic Opera, un rock-musical diretto da Darren Lynn Bousman in cui recita e canta accanto a Paul Sorvino, Anthony Head e ad altri personaggi tra cui Paris Hilton.
Nello stesso mese la sua discografia si arricchisce di un nuovo album, A Winter Symphony, a tema invernale; tra le varie tracce compaiono Silent Night, Happy Xmas (War Is Over) senza dimenticare Arrival, cover dell'omonimo pezzo strumentale degli ABBA.

### Vita privata
È stata sposata con Andrew Lloyd Webber dal 1984 al 1990, ma i due hanno continuato a collaborare successivamente e tuttora mantengono ottimi rapporti. Ha inoltre avuto una relazione di 11 anni con il suo produttore, Frank Peterson. Ha dovuto subire due aborti spontanei, e quattro sue fecondazioni in vitro sono fallite.
Era prevista una sua visita di 10 giorni a bordo della Stazione spaziale internazionale (ISS) dal 1º settembre 2015 in qualità di passeggero pagante, ma il 13 maggio ha pubblicato sulla sua pagina facebook che avrebbe rinunciato a tale volo.
La sorella Amelia Brightman (nata nel 1979), più conosciuta artisticamente come Violet, è anch'ella una cantante e compositrice, solista nel gruppo musicale tedesco, guidato da Frank Peterson: Gregorian.

## Filmografia

### Cinema
- Song & Dance, regia di Tom Gutteridge - film TV (1983)
- Andrew Lloyd Webber: The Premiere Collection Encore, regia di Ken Russell (1992)
- Aspects of Love, regia di Gale Edwards (2005)
- Repo! The Genetic Opera, regia di Darren Lynn Bousman (2007)
- Amalfi: megami no hōshū (2008)
- Cosi, regia di Christopher Menaul (2010)

## Teatro

### Musical e Operette
- I and Albert (Vicky), 1973 Picadilly Theatre, Londra
- Cats (Jemima), 1981 New London Theatre
- The Pirates of Penzance (Kate), 1982
- Masquerade (Tara Treetops), 1982
- Nightingale, 1982 Buxton Festival and the Lyric, Hammersmith
- Song and Dance , Palace Theatre in London on April 28, 1984
- Carousel (Carrie Pipperidge), 1987
- Requiem (se stessa), 1985 New York e Londra
- La vedova allegra (Valencienne), 1985
- The Phantom of the Opera (Christine Daaé), 1986 Her Majesty's Theatre Londra, 1988 Broadway - prima posizione in Nuova Zelanda, seconda in Australia ed Austria e quinta in Svezia
- Aspects of Love (Rose Vibert), 1990
- Sunset Boulevard (Norma Desmond), 2024 Melbourne e Sidney

### Teatro
- Trelawny of the Wells (Rose Trelawney), 1992
- Relative Values (Miranda), 1993 Chichester Festival and Savoy Theatre
- Dangerous Obsession (Sally Driscoll), 1994 Haymarket Theatre, Basingstoke
- The Innocents (Miss Giddens), 1995 Haymarket Theatre, Basingstoke

## Discografia

### Album
- 1988 - The Trees They Grow So High (meglio conosciuto come Early One Morning)
- 1989 - The Songs That Got Away
- 1990 - As I Came of Age
- 1992 - Sarah Brightman Sings the Songs of Andrew Lloyd Webber
- 1993 - Dive
- 1995 - Surrender
- 1995 - Fly
- 1996 - Timeless (meglio conosciuto come Time To Say Goodbye) (seconda posizione nella Official Albums Chart ed in Svezia e terza in Norvegia e vince 11 dischi di platino e 4 dischi d'oro)
- 1997 - The Andrew Lloyd Webber Collection - (prima posizione in Svezia)
- 1998 - Eden - (seconda posizione in Svezia, sesta in Norvegia e Nuova Zelanda, nona in Austria e decima in Canada)
- 2000 - La Luna (terza posizione in Svezia, settima in Finlandia, ottava in Norvegia e Canada e nona in Austria)
- 2000 - Fly II
- 2001 - Classics (non uscito in Europa - nona posizione in Canada)
- 2001 - The Very Best of 1990-2000 (ottava posizione in Olanda, nona in Svezia e decima in Danimarca)
- 2002 - Encore
- 2003 - Harem (prima posizione negli Emirati Arabi Uniti ed a Taiwan, terza in Grecia, settima in Canada ed ottava in Giappone)
- 2004 - The Harem Tour Limited Edition
- 2004 - The Harem Tour - Live From Las Vegas
- 2005 - Love Changes Everything: The Andrew Lloyd Webber Collection Volume 2
- 2006 - Classics: The Best of Sarah Brightman (versione Europea di Classics)
- 2006 - Diva: The Singles Collection  (prima posizione nella Corea del Sud, seconda in Giappone e decima in Nuova Zelanda)
- 2008 - Symphony (tredicesima posizione nella classifica Billboard 200, quarta nella Billboard Canadian Albums ed in Giappone, quinta in Messico e decima in Austria)
- 2008 - Symphony: Live in Vienna (decima posizione in Messico)
- 2008 - A Winter Symphony (nona posizione in Canada e decima in Giappone)
- 2013 - Dreamchaser
- 2016 - Gala - The Collection
- 2018 - Hymn

### Singoli
- 1978 - I Lost My Heart to a Starship Trooper con Hot Gossip - quinta posizione in Irlanda e sesta nel Regno Unito
- 1979 - The Adventures of a Love Crusader
- 1979 - Love in a UFO
- 1981 - My Boyfriend's Back, canzone registrata originariamente dai The Angels in 1963
- 1981 - Not Having That!
- 1983 - Him
- 1983 - Rhythm of the Rain, canzone registrata originariamente dai The Cascades
- 1985 - Pie Jesu (dal Requiem di Andrew Lloyd Webber) con Paul Miles-Kingston - terza posizione nel Regno Unito ed in Irlanda
- 1986 - All I Ask of You (da The Phantom of the Opera (musical 1986) con Cliff Richard - prima posizione in Irlanda e terza nel Regno Unito
- 1986 - The Phantom of the Opera (brano musicale) - settima posizione nel Regno Unito
- 1986 - The Music of the Night (da The Phantom of the Opera) con Michael Crawford - settima posizione nel Regno Unito
- 1987 - Doretta's Dream, tema dal film Camera con vista
- 1989 - Anything But Lonely
- 1989 - Mr. Monotony
- 1990 - Something to Believe In
- 1992 - Amigos Para Siempre (Friends for Life) (con José Carreras) - prima posizione in Australia, settima in Olanda e decima in Norvegia
- 1993 - Captain Nemo
- 1993 - The Second Element
- 1995 - A Question of Honour
- 1995 - Heaven Is Here
- 1995 - How Can Heaven Love Me (con Chris Thompson)
- 1996 - Time to Say Goodbye (Con Te Partirò) (con Andrea Bocelli)
- 1997 - Just Show Me How to Love You (con José Cura)
- 1997 - Tu Quieres Volver
- 1997 - Who Wants to Live Forever
- 1998 - Eden
- 1998 - There for Me (con José Cura) - nona posizione in Belgio (Wa)
- 1999 - Deliver Me
- 1999 - So Many Things
- 1999 - The Last Words You Said (con Richard Marx)
- 2000 - Scarborough Fair
- 2001 - A Whiter Shade of Pale
- 2001 - A Whiter Shade of Pale/A Question of Honour
- 2001 - Winter Light/Ave Maria
- 2001 - Moment of Peace con i Gregorian
- 2003 - It´s a Beautiful Day
- 2003 - What You Never Know/Tout Ce Que Je Sais
- 2003 - Harem Remix
- 2007 - I Will Be With You (Where the Last Ones Go) (con Chris Thompson)
- 2007 - Running
- 2007 - Pasión (con Fernando Lima)
- 2008 - I Believe in Father Christmas
- 2009 - Done
- 2012 - Angel

### Partecipazioni
- 1981 - Cats
- 1983 - Nightingale - Original London Cast
- 1984 - Song and Dance
- 1985 - Andrew Lloyd Webber's Requiem - Domingo, Brightman, ECO, Maazel
- 1986 - The Phantom of the Opera - Original London Cast
- 1987 - Carousel - Studio Cast